# Marquesado de Villanueva de Duero
El marquesado de Villanueva de Duero es un título nobiliario español creado el 20 de julio de 1740 por el rey Felipe V a favor de Pedro José de Rojas y Contreras.
El 26 de enero de 1790 (carta en 1794), el rey Carlos IV concedió la Grandeza de España para unir a este título, siendo III marqués de Villanueva de Duero Francisco Javier de Rojas y del Hierro.
Su denominación hace referencia al municipio de Villanueva de Duero en la provincia de Valladolid, comunidad autónoma de Castilla y León.

## Marqueses de Villanueva de Duero

Escudo del municipio de Villanueva de Duero, provincia de Valladolid.

|                       | Titular                                                    | Periodo               |
| Creación por Felipe V | Creación por Felipe V                                      | Creación por Felipe V |
| --------------------- | ---------------------------------------------------------- | --------------------- |
| I                     | Pedro José de Rojas y Contreras                            | 1740-1769             |
| II                    | Bernardo de Rojas y Contreras                              | 1769-1778             |
| III                   | Francisco Javier de Rojas y del Hierro                     | 1778-1813             |
| IV                    | María de las Mercedes de Rojas y Tello                     | 1813-1836             |
| V                     | María de la Asunción Belvis de Moncada y Rojas             | 1836-1847             |
| VI                    | Manuel Jesús Ramírez de Haro y Bellvís de Moncada          | 1847-1854             |
| VII                   | María de la Asunción Ramírez de Haro y Crespí de Valldaura | 1855-1915             |
| VIII                  | Fernando María Ramírez de Haro y Patiño                    | 1915-1937             |
| IX                    | Fernando Ramírez de Haro y Álvarez de Toledo               | 1937-1939             |
| X                     | Ignacio Fernando Ramírez de Haro y Pérez de Guzmán         | 1939-2000             |
| XI                    | Fernando Ramírez de Haro y Aguirre                         | 2000-actual titular   |

## Historia de los marqueses de Villanueva de Duero
- Pedro José de Rojas y Contreras (1699-26 de diciembre de 1769), I marqués de Villanueva de Duero,[2] vizconde de Villamarciel.

Casó con su sobrina María Teresa de Rojas y Robles, hija de su hermano Bernardo y su primera esposa. Sin descendientes. Le sucedió su hermano:
- Bernardo de Rojas y Contreras (m. 16 de abril de 1778), II marqués de Villanueva de Duero.[2]

Casó en primeras nupcias con Cándida de Robles y Muñoz y en segundas, antes del 22 de febrero de 1740, con María Josefa del Hierro y Arriaga. Le sucedió, de su segundo matrimonio, su hijo:
- Francisco Javier de Rojas y del Hierro (m. 1813), III marqués de Villanueva de Duero.[2]

Casó con Eusebia María Tello y Riaño. Le sucedió su hija:

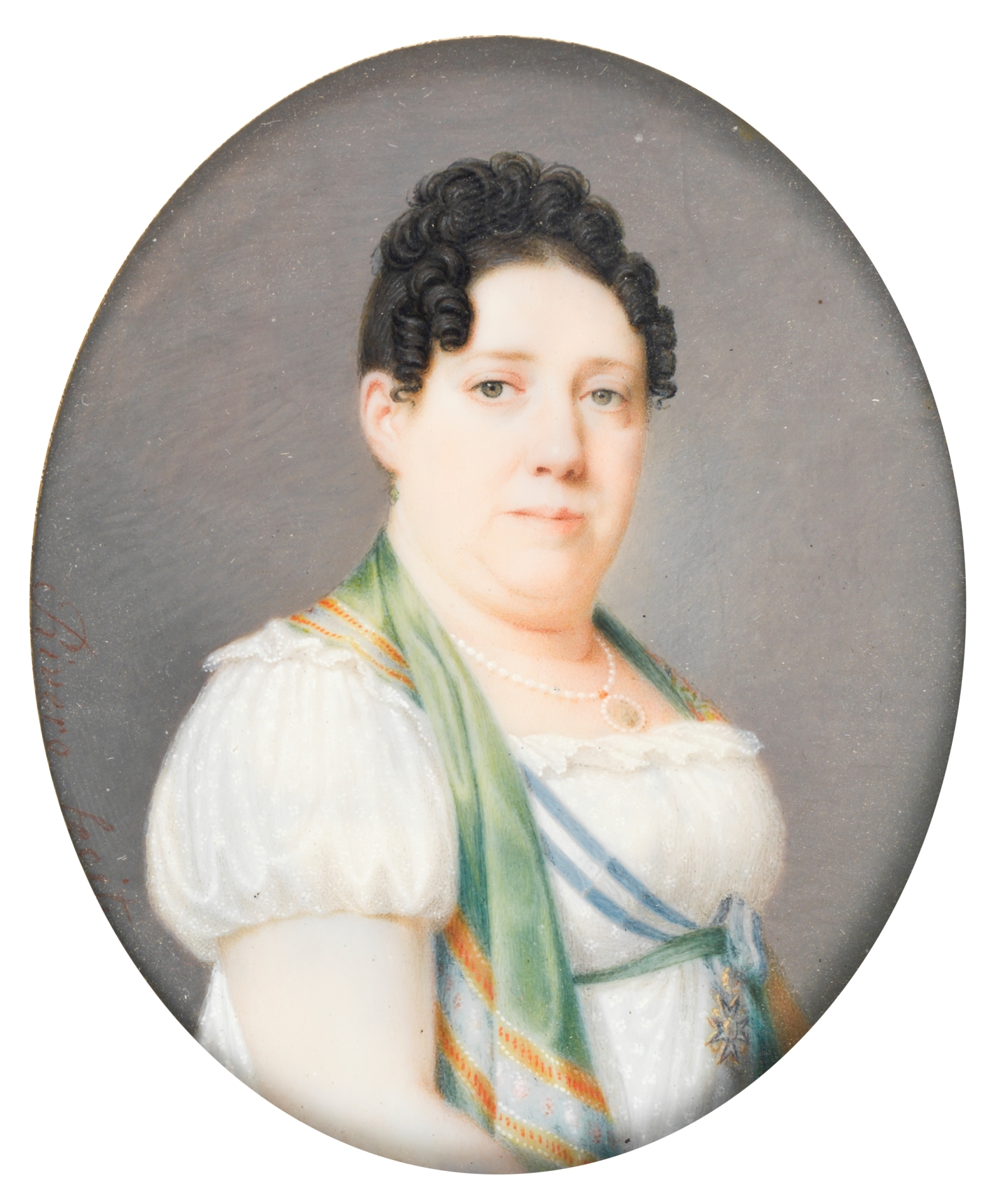
Retrato de Mercedes de Rojas y Tello, IV marquesa de Villanueva de Duero (c. 1819), por José Alonso del Rivero (Museo del Prado).

- María de las Mercedes de Rojas y Tello (1774-Toledo, 18 de marzo de 1836), IV marquesa de Villanueva de Duero,[2] IX condesa de Villariezo.

Casó con Valentín Belvis de Moncada y Pizarro (1762-1823). Le sucedió su hija:
- María de la Asunción Belvis de Moncada y Rojas (4 de julio de 1796-29 de noviembre de 1847), V marquesa de Villanueva de Duero, grande de España,[2] X condesa de Villariezo y condesa de Villaverde.

Casó en primeras nupcias, el 24 de septiembre de 1814, con José Ramírez de Haro y Ramírez de Arellano (1791-1834), IX conde de Murillo X conde de Bornos,  dos veces grande de España, IX conde de Peñarrubias,  VII conde de Montenuevo, gentilhombre de cámara de S.M. con ejercicio y servidumbre, gran cruz de Carlos III y caballero de la Orden de Calatrava. Le sucedió su hijo:
- Manuel Jesús Ramírez de Haro y Bellvís de Moncada (5 de agosto de 1822-26 de mayo de 1854), VI marqués de Villanueva de Duero', X conde de Murillo[3] XI conde de Bornos,[4], tres veces grande de España,[2] X conde de Peñarrubias y XI conde de Villariezo.

Casó el 7 de febrero de 1848 con María de la Asunción Crespí de Valldaura y Caro. Le sucedió su hija:
- María de la Asunción Ramírez de Haro y Crespí de Valldaura (Madrid, 30 de julio de 1850-5 de marzo de 1915),[6] VII marquesa de Villanueva del Duero,[7] XI condesa de Murillo,[3] XII condesa de Bornos,[4], tres veces grande de España, XI condesa de Peñarrubias, condesa de Villaverde y IX condesa de Montenuevo. Soltera, sin descendencia, le sucedió su primo hermano.[6]

- Fernando María Ramírez de Haro y Patiño (Madrid, 27 de abril de 1856-17 de febrero de 1937), VIII marqués de Villanueva del Duero,[7] XII conde de Murillo,[3] XIII conde de Bornos,[4] tres veces grande de España, XII conde de Peñarrubias,[8] XIII conde de Villariezo, X conde de Montenuevo, maestrante de Valencia y gentilhombre de cámara del rey.[8] Era hijo de Fernando Manuel Ramírez de Haro y Belvís de Moncada, XII conde de Villariezo, y de su primera esposa, Patrocinio Patiño y Osorio.

Casó el 15 de enero de 1884, en Madrid, con Inés Álvarez de Toledo y Caro Silva, I marquesa de Cazaza. Le sucedió su hijo:
- Fernando Ramírez de Haro y Álvarez de Toledo (m. 7 de septiembre de 1970), IX marqués de Villanueva del Duero,[7] XIII conde de Murillo,[3] XIV conde de Bornos,[4]  tres veces grande de España, XIII conde de Peñarrubias,[10] X conde de Montenuevo, maestrante de Valencia, gentilhombre de cámara con ejercicio y servidumbre.[10]

Casó el 17 de octubre de 1917, en San Sebastián, con María de los Dolores Pérez de Guzmán y Sanjuán (n. Sevilla, 15 de noviembre de 1888). Le sucedió su hijo a quien cedió el título en 1939:
- Ignacio Fernando Ramírez de Haro y Pérez de Guzmán (1918-2010), X marqués de Villanueva de Duero,[7] XIV conde de Murillo,[3] XV conde de Bornos,[4] tres veces grande de España, XV conde de Villariezo y III marqués de Cazaza.

Casó, el 28 de abril de 1947, con Beatriz Valdés y Ozores, IV marquesa de Casa Valdés. En 2000 cedió el título a su nieto, hijo de Fernando Ramírez de Haro y Valdés (n. 17 de diciembre de 1949), XV conde de Murillo, y XVI conde de Bornos, y de su esposa, Esperanza Aguirre y Gil de Biedma
- Fernando Ramírez de Haro y Aguirre (1976-), XI marqués de Villanueva de Duero.